# Edmund Burke
Edmund Burke (Dublín, 12 de enero de 1729-Beaconsfield, Buckinghamshire; 9 de julio de 1797) fue un escritor, filósofo y político irlandés, considerado el padre del conservadurismo liberal británico, tendencia cuestionada en la actualidad ya que se le identifica más con lo que él llamaba old whigs (viejos liberales), en contraposición a los new whigs (nuevos liberales, de ideas progresistas), quienes, al contrario de los old whigs, apoyaban la Revolución francesa, de la que Burke fue un acérrimo enemigo.
Burke fue un defensor del libre comercio y un profundo crítico de los controles de precios, pero a la vez confería gran importancia a la tradición, la religión y la comunidad. Siempre abogó por la limitación del poder de la realeza y apoyó a las colonias estadounidenses en el proceso independentista, pero luego criticaría fuertemente a los jacobinos durante la Revolución francesa.
Son varios los expertos que colocan a Burke en ambas categorías: liberalismo y conservadurismo. Burke era un hombre religioso, partidario de preservar un orden social que abordara las necesidades de todos. Burke ve la libertad como un proceso ordenado que se genera a través de las costumbres y tradiciones; admiraba el pasado y detestaba totalmente cualquier tipo de cambio radical. Algunos afirman que fue el primer pensador político conservador, pese a que defendiera varias reformas liberales. Otros, que fue un liberal clásico y también el primer conservador.

## Formación
Hijo de padre anglicano y de madre católica, convertida al anglicanismo antes de su nacimiento, fue educado desde 1743 en el Trinity College de Dublín. Serio, estudioso y ambicioso, como atestiguan las cartas a su primer maestro, Shaket, conocía a los autores griegos y latinos y se interesaba ya por la política, la filosofía, la ética y la estética. Se graduó en 1748 y dos años después se dirigió a Londres para cursar leyes, sin abandonar por ello sus estudios literarios.

## Primeras obras
En 1756 escribió Indagación filosófica sobre el origen de nuestras ideas acerca de lo sublime y de lo bello (A Philosophical Enquiry into the Origin of our Ideas of the Sublime and Beautiful), donde esboza unas teorías filosófico-estéticas que influirán en el pensamiento de Kant.
Al año siguiente hizo imprimir las primeras partes de Abridgement of the History of England, y en 1759 inició la publicación del Annual Register.

## Activismo político
Las necesidades económicas le hicieron dedicarse a la política. Nombrado en 1765 secretario privado de Rockingham, primer lord del Tesoro, ingresó en 1766 en el Parlamento y empezó una afortunada carrera. Sus facultades oratorias y la profundidad de su pensamiento concentraron en él grandes esperanzas. Declaró que sus intervenciones estaban más bien guiadas por la humanidad, la razón y la justicia, y no solo ya por consideraciones legales.
Durante ese periodo se ocupó de las cuestiones coloniales norteamericanas (discursos Sobre la tasa americana, 1774, y Conciliación con las colonias, 1775). Como liberal, era partidario de su independencia. Entre 1762 y 1765 se interesó por la cuestión de India.
En 1773 fue a París, donde conoció a la Delfina, María Antonieta de Austria y, en la tertulia de Julie de Lespinasse, a los enciclopedistas. Este viaje acentuó sus ideas  conservadoras, que se decantaron por el consuetudinarismo: Burke quería pasar, por tanto, como el más moderado de los liberales. Paymaster en 1783 en el gobierno Portland, al año siguiente, tras la victoria de Pitt el Joven, redujo sus actividades políticas, pues el Parlamento y la opinión popular rechazaban sus puntos de vista.

## Reflexiones sobre la Revolución francesa
En 1787 presentó en la cámara la acusación contra Hastings, que valió a este el consiguiente proceso. Por entonces aumentaron sus divergencias con Charles James Fox, acentuadas en febrero de 1790, cuando se publicaron sus Reflexiones sobre la Revolución francesa. Burke, adversario acérrimo de esa revolución, se halló así en discordia con su antiguo amigo. En esta obra, en la que inaugura su denominada 'epistemología de la política', un modelo de empirismo político, rechazaba el escaso respeto por la tradición legal consuetudinarista de los nuevos principios legales emanados de la Revolución francesa, que le parecían demasiado abstractos y desconsiderados con los casos individuales.

## Polémica con los naturalistas
Los teóricos de la revolución democrática (como, por ejemplo, Thomas Paine) reaccionaron contra esta obra. El 6 de mayo de 1791 tuvo lugar la ruptura definitiva. Burke salió entonces del partido whig, pero la declaración de la guerra a Francia en 1792 fortaleció su postura. En julio de 1794 se retiró del Parlamento y en 1796 redactó las cartas On a Regicide Peace, en protesta contra los rumores sobre negociaciones de paz con Francia.

## Fallecimiento
Su salud se resintió, y murió en 1797. Sus obras se publicaron en 1792, en tres volúmenes, y se reeditaron en 1827 en ocho, junto con varias otras obras póstumas.

## Legado

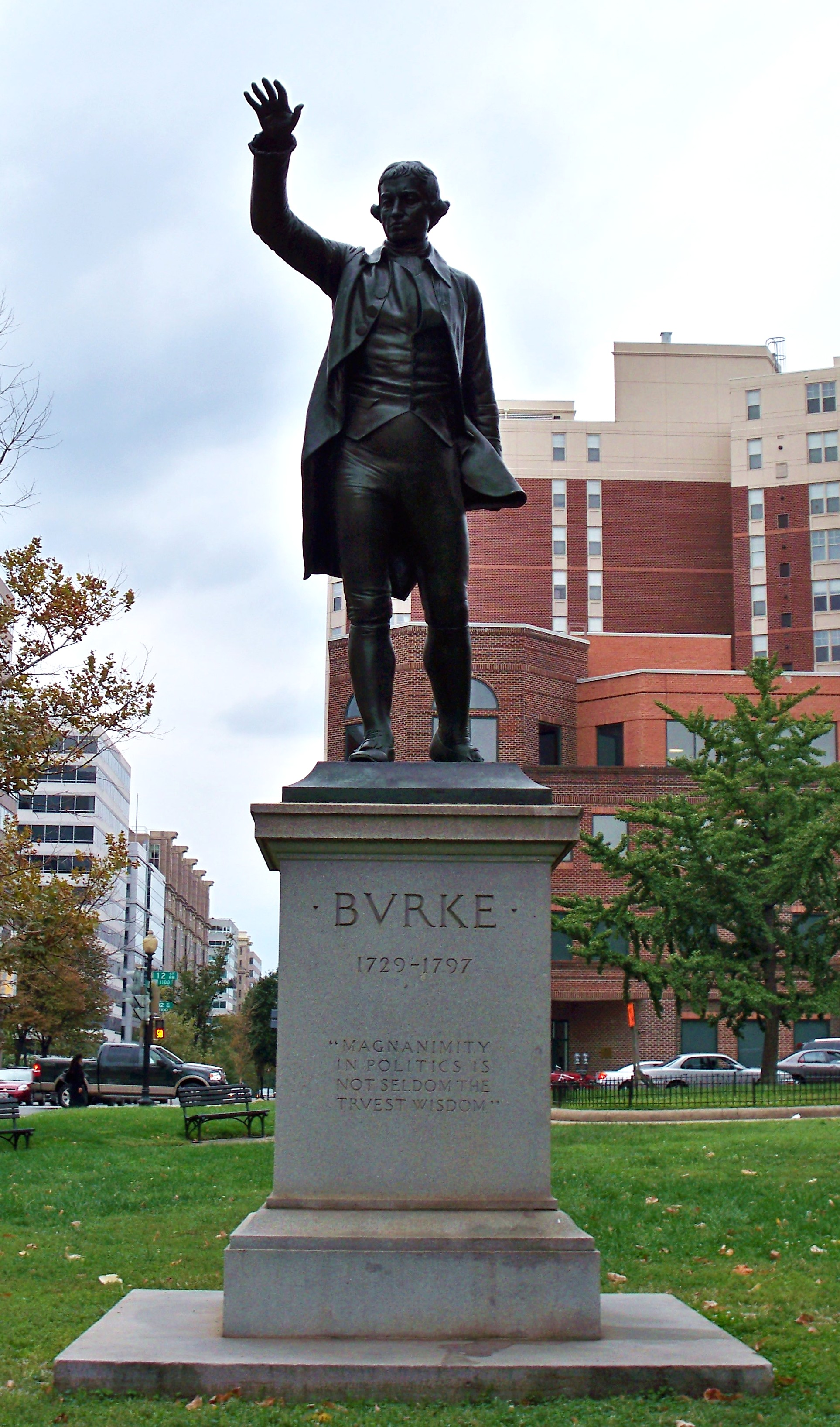
Estatua de Edmund Burke en Washington D. C.

Burke es considerado por la mayoría de los historiadores políticos del mundo anglosajón como un conservador liberal y el padre del moderno Conservadurismo británico. Tendencia en revisión ante lo que se considera el doble uso de los conservadores británicos y norteamericanos de esta relevante figura ante su vacío ideológico y por la estigmatización de los estructuralistas anglosajones para minimizar su influencia A estos ojos es un liberal clásico siguiendo la definición de Friedrich Hayek que lo cita explícitamente.  Burke era utilitarista y empírico en sus argumentos mientras que Joseph de Maistre, compañero conservador del continente, era más providencialista y sociológico y desplegaba un tono más confrontativo en sus argumentos.
Burke creía que la propiedad era esencial para la vida humana. Debido a su convicción de que la gente desea ser gobernada y controlada, la división de la propiedad formó la base de la estructura social, ayudando a desarrollar el control dentro de una jerarquía basada en la propiedad. Consideraba que los cambios sociales provocados por la propiedad eran el orden natural de los acontecimientos que debían producirse a medida que la raza humana progresaba. Con la división de la propiedad y el sistema de clases, también creía que mantenía al monarca bajo control de las necesidades de las clases inferiores al monarca. Dado que la propiedad alineaba o definía en gran medida las divisiones de las clases sociales, la clase también se consideraba parte natural de un acuerdo social según el cual el establecimiento de las personas en diferentes clases, es el beneficio mutuo de todos los sujetos. La preocupación por la propiedad no es la única influencia de Burke. Christopher Hitchens lo resume de la siguiente manera: "Si se puede sostener que el conservadurismo moderno deriva de Burke, no es sólo porque apeló a los propietarios en nombre de la estabilidad, sino también porque apeló a un interés cotidiano en la preservación de lo ancestral y lo inmemorial".
El apoyo de Burke a las causas de las "mayorías oprimidas", como los católicos irlandeses y los indios, le llevó a recibir críticas hostiles por parte de los tories; mientras que su oposición a la expansión de la República Francesa (y sus ideales radicales) por Europa le llevó a recibir acusaciones similares por parte de los whigs. Como consecuencia, Burke a menudo se vio aislado en el Parlamento.

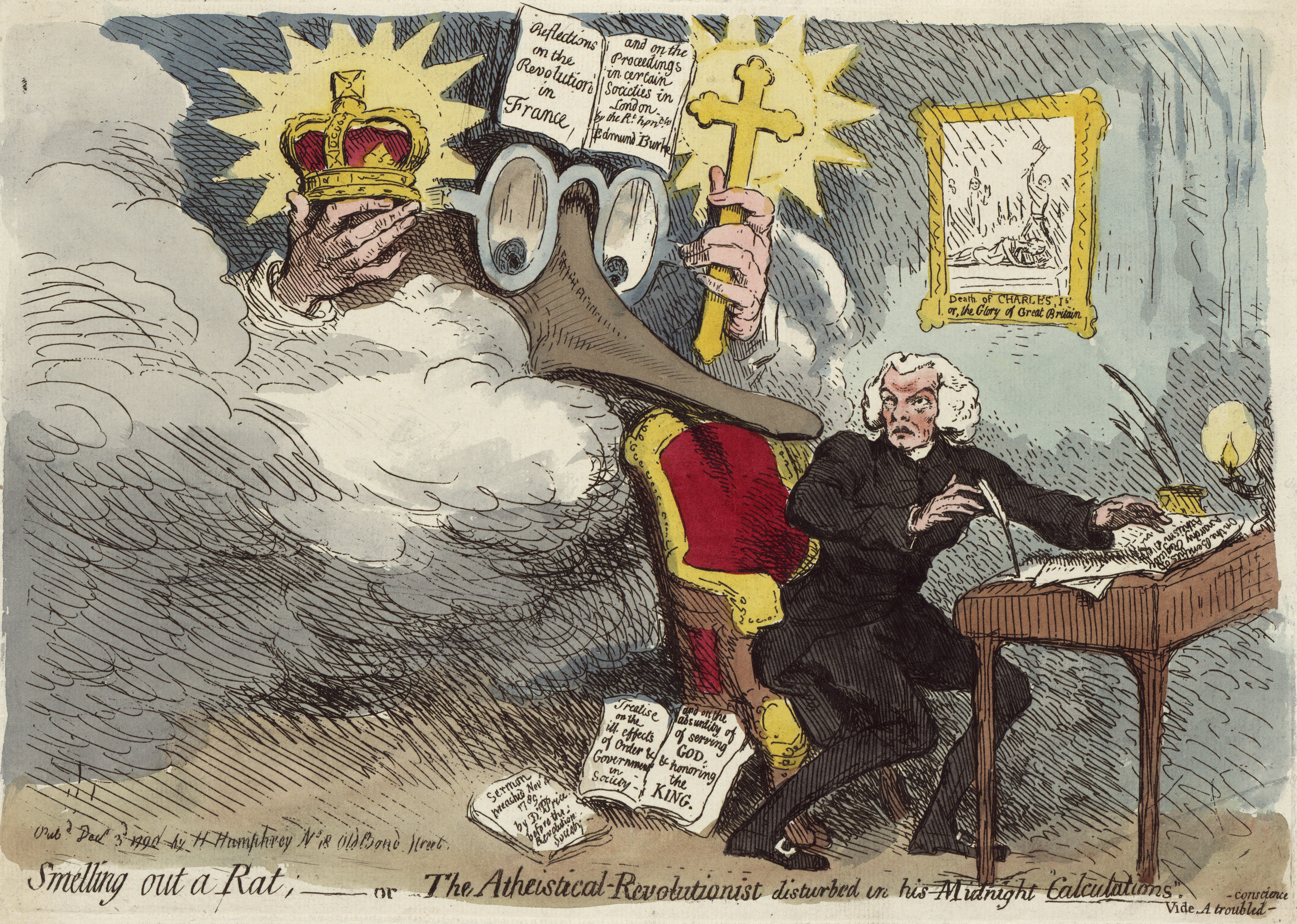
Smelling out a Rat;—or—The Atheistical-Revolutionist disturbed in his Midnight "Calculations" (1790) de Gillray, representa una caricatura de Burke sosteniendo una corona y una cruz mientras el hombre sentado Richard Price escribe "Sobre los beneficios de la anarquía y el ateísmo regicida" debajo de una imagen de la ejecución de Carlos I de Inglaterra

En el siglo XIX, Burke fue elogiado tanto por los liberales como por el conservadores. El amigo de Burke, Philip Francis, escribió que Burke "era un hombre que preveía verdadera y proféticamente todas las consecuencias que se derivarían de la adopción de los principios franceses", pero como Burke escribía con tanta pasión, la gente dudaba de sus argumentos. William Windham habló desde el mismo banco de la Cámara de los Comunes que Burke cuando se había separado de Fox y un observador dijo que Windham habló "como el fantasma de Burke" cuando pronunció un discurso contra la paz con Francia en 1801. William Hazlitt, oponente político de Burke, lo consideraba entre sus tres escritores favoritos (los otros eran Junius y Rousseau) y hacía "una prueba del sentido común y el candor de cualquiera que perteneciera al partido contrario, si permitía que Burke fuera un gran hombre". William Wordsworth fue originalmente partidario de la Revolución Francesa y atacó a Burke en Una carta al obispo de Llandaff (1793), pero a principios del siglo XIX había cambiado de opinión y llegó a admirar a Burke. En su Two Addresses to the Freeholders of Westmorland, Wordsworth llamó a Burke "el político más sagaz de su época", cuyas predicciones "el tiempo ha verificado". Más tarde revisó su poema The Prelude para incluir elogios a Burke ("¡Genio de Burke! perdona la pluma seducida/por especiosas maravillas") y lo retrató como un viejo roble. Samuel Taylor Coleridge llegó a tener una conversión similar, ya que había criticado a Burke en The Watchman, pero en su Friend (1809-1810) había defendido a Burke de las acusaciones de inconsistencia. Más tarde, en su Biographia Literaria' (1817), Coleridge saluda a Burke como un profeta y alaba a Burke por referirse "habitualmente a los principios. Era un estadista científico; y, por tanto, un vidente.
Henry Brougham escribió sobre Burke que "todas sus predicciones, salvo una expresión momentánea, se habían cumplido con creces: la anarquía y el derramamiento de sangre se habían impuesto en Francia; la conquista y la convulsión habían desolado Europa. [...] [L]a providencia de los mortales no suele ser capaz de penetrar tanto en el futuro". George Canning creía que las Reflexiones de Burke "han sido justificadas por el curso de los acontecimientos posteriores; y casi todas las profecías se han cumplido estrictamente". En 1823, Canning escribió que tomaba las "últimas obras y palabras de Burke [como] el manual de mi política". El Primer Ministro Conservador Benjamin Disraeli "estaba profundamente penetrado por el espíritu y el sentimiento de los últimos escritos de Burke".
El primer ministro del siglo XIX del Liberal El primer ministro William Gladstone consideraba a Burke "una revista de sabiduría sobre Irlanda y América" y en su diario anotó: "Hice muchos extractos de Burke-a veces casi divinos". El diputado Radical MP y activista anti-Ley del Maíz Richard Cobden a menudo elogió los Pensamientos y detalles sobre la escasez de Burke. El historiador liberal Lord Acton consideraba a Burke uno de los tres mayores liberales, junto con Gladstone y Thomas Babington Macaulay. Lord Macaulay registró en su diario: "Ahora he terminado de leer de nuevo la mayoría de las obras de Burke. ¡Admirable! El hombre más grande desde Milton". El parlamentario liberal gladstoniano John Morley publicó dos libros sobre Burke (incluyendo una biografía) y fue influenciado por Burke, incluyendo sus opiniones sobre los prejuicios. El cobdenista Radical Francis Hirst pensaba que Burke merecía "un lugar entre los libertarios ingleses, aunque de todos los amantes de la libertad y de todos los reformistas era el más conservador, el menos abstracto, siempre ansioso por conservar y renovar más que por innovar. En política se asemejaba al arquitecto moderno que restaura una casa antigua en lugar de derribarla para construir una nueva en el lugar". La obra de Burke Reflexiones sobre la Revolución en Francia fue controvertida en el momento de su publicación, pero tras su muerte se convertiría en su obra más conocida e influyente y en un manifiesto del pensamiento conservador.
Mucho tiempo después de su muerte, Karl Marx y Winston Churchill ofrecieron dos valoraciones opuestas de Burke. En una nota a pie de página del Volumen Uno de Das Kapital, Marx escribió:
El adulador -que a sueldo de la oligarquía inglesa jugaba al romántico laudator temporis acti contra la Revolución Francesa, al igual que, a sueldo de las colonias norteamericanas al comienzo de los problemas americanos, había jugado al liberal contra la oligarquía inglesa- era un vulgar burgués. "Las leyes del comercio son las leyes de la Naturaleza, y por tanto las leyes de Dios". (E. Burke, l.c., pp. 31, 32) No es de extrañar que, fiel a las leyes de Dios y de la Naturaleza, se vendiera siempre en el mejor mercado.
En Consistencia en la política, Churchill escribió:
Por un lado [Burke] se revela como el principal apóstol de la Libertad, por el otro como el reducidísimo campeón de la Autoridad. Pero una acusación de incoherencia política aplicada a esta vida parece algo mezquino y ruin. La historia discierne fácilmente las razones y las fuerzas que lo impulsaron, y los inmensos cambios en los problemas que enfrentaba, que evocaron de la misma mente profunda y espíritu sincero estas manifestaciones totalmente contrarias. Su alma se rebeló contra la tiranía, tanto si se presentaba bajo el aspecto de un monarca dominante y de un sistema parlamentario y judicial corrupto, como si, pronunciando las consignas de una libertad inexistente, se alzaba contra él al dictado de una turba brutal y de una secta perversa. Nadie puede leer al Burke de la libertad y al Burke de la autoridad sin sentir que aquí estaba el mismo hombre persiguiendo los mismos fines, buscando los mismos ideales de sociedad y gobierno, y defendiéndolos de los ataques, ahora desde un extremo, ahora desde el otro.
El historiador Piers Brendon afirma que Burke sentó las bases morales del Imperio Británico, personificadas en el juicio de Warren Hastings, que finalmente sería su perdición. Cuando Burke afirmó que "[e]l Imperio Británico debe ser gobernado sobre un plan de libertad, ya que no será gobernado por ningún otro", esto era "un bacilo ideológico que resultaría fatal". Se trataba de la doctrina paternalista de Edmund Burke de que el gobierno colonial era un fideicomiso. Debía ejercerse de tal manera en beneficio de los pueblos sometidos que éstos acabarían por alcanzar su derecho de nacimiento: la libertad". Como consecuencia de estas opiniones, Burke se opuso al comercio del opio que calificó de "aventura" y condenó "la gran desgracia del carácter británico en la India".
Una placa azul de la Royal Society of Arts conmemoraba a Burke en Gerrard Street, en Londres, en la actualidad en  el Chinatown de  Londres.
Hay estatuas de Burke en Bristol, Inglaterra, Trinity College Dublín y Washington D. C.. Burke también da nombre a una escuela privada de preparación para la universidad en Washington D.C., la Edmund Burke School.
La avenida Burke, en el Bronx, Nueva York, lleva su nombre.

## Obras
- A Vindication of Natural Society: A View of the Miseries and Evils Arising to Mankind (1756)
- A Philosophical Enquiry into the Origin of Our Ideas of the Sublime and Beautiful (1757)
- An Account of the European Settlement in America (1757)
- The Abridgement of the History of England (1757)
- Annual Register editor for some 30 years (1758)
- Tracts on the Popery Laws (Early 1760s)
- On the Present State of the Nation (1769)
- Thoughts on the Cause of the Present Discontents (1770)
- On American Taxation (1774)
- Conciliation with the Colonies (1775)
- A Letter to the Sheriffs of Bristol (1777)
- Reform of the Representation in the House of Commons (1782)

- Reflections on the Revolution in France (1790)

- Letter to a Member of the National Assembly (1791)
- An Appeal from the New to the Old Whigs (1791)
- Thoughts on French Affairs (1791)
- Remarks on the Policy of the Allies (1793)
- Thoughts and Details on Scarcity (1795)
- Letters on a Regicide Peace (1795–97)
- Letter to a Noble Lord (1796)

## Traducciones al español
- Burke, E. (2023). Indagación filosófica sobre el origen de nuestras ideas acerca de lo sublime y de lo bello. Alianza Editorial. Tercera edición, con una nueva introducción, traducción y notas de Carlota Fernández-Jáuregui Rojas. ISBN 978-84-1148-363-6.
- Burke, E. (2005). Indagación filosófica sobre el origen de nuestras ideas acerca de lo bello y lo sublime. Alianza Editorial. ISBN 978-84-206-5894-0.
- Burke, E. (1995). Indagación filosófica sobre el origen de las ideas acerca de lo sublime y lo bello. Ediciones Altaya. ISBN 978-84-487-0210-6.
- Burke, E. (1987). Indagación filosófica sobre el origen de nuestras ideas acerca de lo sublime y lo bello. Editorial Tecnos. ISBN 978-84-309-1428-9.
- Burke, E. (1985). Indagación filosófica sobre el origen de nuestras ideas acerca de lo sublime y lo bello. Colegio Oficial de Aparejadores y Arquitectos Técnicos de Murcia. ISBN 978-84-505-2401-7.
- Burke, E. (2003). Reflexiones sobre la revolución en Francia. Alianza Editorial. ISBN 978-84-206-5530-7.
- Burke, E. (1978). Reflexiones sobre la Revolución francesa. Centro de Estudios Políticos y Constitucionales. ISBN 978-84-259-0612-1.
- Burke, E. (1989). Reflexiones sobre la Revolución francesa. Ediciones Rialp. ISBN 978-84-321-2506-5.

Enrique Tierno Galván tradujo las Reflexiones sobre la Revolución francesa al español.